# Hispanos y latinos en Maryland
Los hispanos y latinos en Maryland son residentes del estado de Maryland que tienen ascendencia hispana o latina. En 2019, los hispanos y latinos de cualquier raza constituían el 10,4 % de la población del estado. La mayor concentración de hispanos/latinos se encuentra en el Área de la Capital Nacional, donde los hispanos y latinos constituyen el 16,04 % de la población total (17,02 % del condado de Montgomery y 14,94 % del condado de Prince George). Algunas comunidades de Maryland como Langley Park, Riverdale Park, East Riverdale, Templeville y Marydel tienen poblaciones de mayoría hispana y latina. Otras comunidades como Wheaton, Glenmont y Aspen Hill tienen una población hispana/latina plural.

## Historia
A principios del siglo XVIII, se estableció en Maryland una comunidad judía sefardí española y portuguesa. Esta pequeña comunidad de sefardíes se centró en Baltimore.

## Política
En 2016, el 35,8 % de la población hispana y latina de Maryland tenía derecho a voto. En cambio, el 80% de los habitantes blancos no hispanos de Maryland tienen derecho a voto. Maryland tenía 199.000 votantes hispanos/latinos con derecho a voto, ocupando el puesto 20 en los Estados Unidos por estado. El 5% de todos los votantes con derecho a voto en Maryland son hispanos/latinos.

## Hispanos o latinos por origen nacional
| Hispano o latino por tipo             | Número    | Porcentaje |
| ------------------------------------- | --------- | ---------- |
| Población Total                       | 5,773,552 | 100.0%     |
| Hispanos o Latinos de cualquier raza) | 336,390   | 8.7%       |
| Mexicana                              | 64,374    | 19.1%      |
| Puertorriqueño                        | 36,592    | 10.9%      |
| Cubana                                | 7,862     | 2.3%       |
| Dominicana                            | 9,694     | 2.9%       |
| América Central                       | 130,760   | 38.9%      |
| Costarricense                         | 1,665     | 0.5%       |
| Guatemalteco                          | 23,096    | 6.9%       |
| Hondureño                             | 10,318    | 3.1%       |
| Nicaragua                             | 4,757     | 1.4%       |
| Panameño                              | 3,790     | 1.1%       |
| Salvadoreño                           | 81,877    | 24.3%      |
| Otros de América Central              | 5,257     | 1.6%       |
| Sudamericano                          | 49,574    | 14.7%      |
| Argentina                             | 5,354     | 1.6%       |
| Boliviano                             | 7,259     | 2.2%       |
| Chileno                               | 3,541     | 1.1%       |
| Colombiana                            | 9,247     | 2.7%       |
| Ecuatoriano                           | 6,028     | 1.8%       |
| Paraguayo                             | 385       | 0.1%       |
| Peruano                               | 11,965    | 3.6%       |
| Uruguayo                              | 1,231     | 0.4%       |
| Venezolano                            | 2,620     | 0.8%       |
| Otros sudamericanos                   | 1,944     | 0.6%       |
| Otros hispanos o latinos              | 37,534    | 11.2%      |